# Mala antanta
Mala antanta je ime za politično-obrambno zvezo treh držav v srednji in jugovzhodni Evropi med obema svetovnima vojnama. Nastala je kot posledica sporazumov med Kraljevino SHS in Češkoslovaško republiko leta 1920, h katerim se je nato pridružila še Romunija. Skupni dogovor držav Male antante je bil sklenjen leta 1929, še močneje pa so se povezale 1933. Zasedanja Male antante so se vršila na Bledu, v Ljubljani ali v Beogradu. Poglavitni namen zveze je bila obramba pred revanšizmom v prvi svetovni vojni poraženih držav. Čeprav je nastala brez sodelovanja Francije, se je kasneje z njo tesno povezala, saj je predstavljala oporo francoski zunanji politiki. 
Po zbližanju Kraljevine Jugoslavije in Romunije z Nemčijo in Italijo oz. po münchenskem sporazumu je Mala antanta razpadla.